# Wonderful Life (serie televisiva 2005)
Wonderful Life (원더풀 라이프?, Wondeopul raipeuLR) è un drama coreano del 2005.

## Trama
Mentre si reca a Singapore, Han Seung-wan scambia accidentalmente i documenti con la giovane Jung Se-jin; dopo avere scoperto che la fidanzata lo tradiva, il ragazzo si concede una "scappatella" con Se-jin, che la mattina seguente gli confida di essere stata fino ad allora vergine, intimandogli di prendersi le proprie responsabilità. La situazione già problematica peggiora quando Se-jin scopre di essere incinta di Seung-wan.